# Post-SSRI Sexual Dysfunction
Bei Post-SSRI sexual dysfunction (PSSD) (zu deut. persistierende sexuelle Funktionsstörung nach Absetzen von SSRI/SNRI) handelt es sich um eine behandlungsverursachte Art von sexueller Funktionsstörung. Sie wird durch die Einnahme von Antidepressiva ausgelöst, die zur Gruppe der selektiven Serotonin-Wiederaufnahme-Hemmer oder selektiven Serotonin-Noradrenalin-Wiederaufnahme-Hemmer zählen. PSSD gilt als wissenschaftlich strittige Hypothese.
Die Störung kann nach Absetzen des SSRI noch Monate bis Jahre andauern; in manchen Fällen bleibt sie permanent bestehen. Bereits eine Einnahmedauer von nur wenigen Tagen kann zu diesem Syndrom führen. Mittlerweile ist das mögliche Bestehenbleiben der SSRI-induzierten sexuellen Dysfunktion nach Behandlungsabbruch in der Fachinformation des SSRI Fluoxetin, im DSM-5 sowie von der Europäischen Arzneimittel-Agentur anerkannt.
Die PSSD ist in manchen Fällen möglicherweise eine spezifische Unterform des SSRI-Absetzsyndroms.

## Symptome
Eines oder mehrere der folgenden sexuellen Symptome können bei PSSD auftreten. Sie beginnen entweder mit dem Absetzen des SSRI oder bleiben über das Absetzen hinaus bestehen. Die Symptomatik kann sich nach dem Absetzen verschlechtern.
- verminderte oder nicht vorhandene Libido
- Impotenz oder reduzierte Vaginalbefeuchtung
- Schwierigkeiten, eine Erektion oder sexuelle Erregung hervorzurufen oder aufrechtzuerhalten
- andauernde genitale Erregungsstörung (PGAD) trotz fehlender sexueller Erregtheit
- schwacher[5], verspäteter oder fehlender Orgasmus (Anorgasmie)[8]
- Orgasmus ist weniger oder überhaupt nicht befriedigend (ejakulatorische Anhedonie)
- vorzeitiger Orgasmus
- verminderte Empfindlichkeit des Penis, der Vagina oder der Klitoris
- genitale Gefühlstaubheit
- keine oder verminderte Reaktion auf sexuelle Reize
- vermindertes Sperma-Volumen
- Dauererektion (Priapismus)
- Emotionale Abstumpfung[9][10]

Ein häufiges PSSD-Symptom ist genitale Taubheit bzw. eine geringere genitale Sensitivität.

## Häufigkeit
In der Mehrheit der Fälle kommt es nicht zu PSSD, das heißt, die SSRI-induzierte sexuelle Funktionsstörung verschwindet nach dem Absetzen. 
Über die Häufigkeit von PSSD besteht jedoch Unklarheit. In der Wissenschaft werden epidemiologische Studien gefordert.

### Anfängliches Unterschätzen der Häufigkeit sexueller Nebenwirkungen während der Einnahme
Es ist bekannt, dass SSRI zahlreiche sexuelle Funktionsstörungen während der Einnahme bewirken können. Frühe Studien kamen zum Schluss, weniger als 10 % der Patienten litten unter solchen Nebenwirkungen. Weil diese Studien aber nur unaufgeforderte Meldungen berücksichtigten, unterschätzten sie die Häufigkeit sexueller Beeinträchtigungen. In neueren Studien erkundigten sich die Ärzte gezielt nach aufgetauchten sexuellen Problemen; einige gelangten so zu einer Betroffenenquote von bis zu 60 %. Eine große Studie, die zwischen verschiedenen SSRIs differenzierte, ergab bei den SSRIs Citalopram und Paroxetin eine Inzidenz von über 70 %, sowie 67,3 % bei dem SNRI Venlafaxin. Vergleicht man Studien, die nur auf Spontanmeldungen basieren, mit solchen, welche auf eine systematische Befragung abstellen, resultiert ein Unterschied von bis zu 60 % was die festgestellte Häufigkeit sexueller Nebenwirkungen betrifft.

Folglich werden SSRIs wie Dapoxetin auch für die Behandlung der vorzeitigen Ejakulation eingesetzt. Die Wirkung der verzögerten Ejakulation tritt bei 70–80 % der Männer ein und geht einer Fluoxetin-Studie zufolge mit einer Erhöhung der penilen Empfindungsschwelle einher. Die Autoren der Studie schlussfolgerten, dass dieser Effekt wahrscheinlich ursächlich für die verzögerte Ejakulation ist. Eine verringerte genitale Sensitivität bzw. genitale Taubheit wird von Bahrick als eine charakteristische Nebenwirkung von SSRIs während der Einnahme vermutet, obwohl neben der oben erwähnten Studie zur penilen Empfindungsschwelle nur wenige Studien diese Nebenwirkung bislang erwähnen. Dabei kommen die von Bahrick erwähnten Studien zu dem Ergebnis, dass SSRIs diese Nebenwirkung während der Behandlungszeit tatsächlich verursachen können; schon innerhalb der ersten Tage. Bahrick führt als einen möglichen Grund für das seltene Erfassen an, dass die primären Instrumente zur Beurteilung von Psychopharmaka-induzierter sexueller Funktionsstörung, der CSFQ (The Changes in Sexual Functioning Questionnaire) und der ASEX (Arizona Sexual Experiences Scale), Fragen zur Veränderung der genitalen Sensitivität nicht beinhalten. Selbst dann, wenn die genitale Sensitivität miteinbezogen wurde, ist vom Symptom nicht transparent berichtet worden.

### Studien-Daten
Das niederländische Pharmakovigilanz-Zentrum LAREB schreibt Folgendes: 

„Emerging evidence (…) suggests that in some individuals, sexual dysfunction may persist indefinitely. Lareb received 19 reports of persistent sexual dysfunction after SSRI use. Although changes in sexual desire, sexual performance, and sexual satisfaction often occur as manifestations of a psychiatric disorder, these reports suggest that they may also be a consequence of SSRI treatment. The symptoms occurred soon after start of the medication and some patients reported explicitly that relational problems or sexual function disorders were not present before start of the SSRI. Some patients also reported that the depression remained in full remission, but the sexual function disorder persisted.“

„Neuere Belege (…) deuten darauf hin, dass die sexuelle Funktionsstörung bei einigen Individuen auf unbestimmte Zeit bestehen bleiben könnte. Bei Lareb sind 19 Berichte über anhaltende sexuelle Funktionsstörungen nach SSRI-Gebrauch eingegangen. Wenngleich Veränderungen des sexuellen Verlangens, der sexuellen Leistungsfähigkeit sowie der sexuellen Befriedigung oftmals als Manifestation einer psychischen Erkrankung auftreten, legen die Berichte nahe, dass diese ebenso Folge einer Behandlung mit SSRI sein könnten. Die Symptome entstanden zeitnah nach dem Ansetzen der Medikation und einige Patienten wiesen ausdrücklich darauf hin, dass vor dem Ansetzen der SSRI keine Probleme in der Beziehung oder Störungen der Sexualfunktion bestanden hatten. Einige Patienten gaben auch an, dass die Depression in voller Remission verblieb, jedoch die sexuelle Funktionsstörung weiterbestand.“

PSSD gilt bis heute als wissenschaftlich noch nicht bewiesene Hypothese. Dennoch gibt es Hinweise, dass dieses Phänomen existieren könnte, es aber weniger häufig vorzukommen scheint als die verbreiteten sexuellen Funktionsstörungen während der Einnahme von SSRI. Jedenfalls ist PSSD weniger bekannt und schlechter erforscht. Augenscheinlich verschwinden die sexuellen Probleme in der Mehrheit der Fälle mit Absetzen des SSRI; einige Patienten erholen sich aber nicht und leiden fortan an PSSD. In einer Studie wurden die von SSRI-verursachten Sexualstörungen betroffenen Patienten auf Amineptin, ein dopaminwirksames trizyklisches Antidepressivum, gesetzt und die Einnahme des SSRI wurde gestoppt: 55 % von ihnen litten auch noch sechs Monate später unter sexuellen Problemen. In der Kontrollgruppe, die ausschließlich Amineptin einnahm, lagen nur bei 4 % Störungen der Sexualfunktion vor: Aktuelle placebo-kontrollierte Doppelblindstudien, welche die Tauglichkeit von SSRI zur Behandlung vorzeitiger Ejakulation analysierten, hielten fest, dass die ejakulationsverzögernde Wirkung von SSRI bei einem hohen Prozentsatz der Versuchspatienten wohl nach Absetzen des SSRI lange fortbestehen kann.
Etwas sollte im Zusammenhang mit Studien noch beachtet werden: Klinische Studien decken nur selten bleibende Nebenwirkungen auf. Dies könnte daran liegen, dass solche Untersuchungen normalerweise bereits während der Behandlung beendet werden, was die Gefahr von Verzerrungen in sich birgt. Laut Eli Lilly and Company gibt es keine adäquaten und gut-kontrollierten Studien zur Untersuchung der sexuellen Dysfunktion bei der Behandlung mit dem SSRI Fluoxetin.

## Fallberichte

### Publizierte Fälle
Neben dem Lareb Bericht aus dem Jahr 2012, der 19 Fälle angibt, gibt es mehrere Fallberichte:
Im Mai 2006 wurden drei PSSD-Fälle veröffentlicht, ein vierter kurz darauf, ein fünfter Ende 2007. Im Frühjahr 2008 berichtete das Journal of Sexual Medicine von drei weiteren Fällen, welche es aus einer Yahoo-Gruppe mit damals über 1300 (heute 3800) PSSD-Betroffenen ausgewählt hatte. Es wird unter anderem von einem Fall berichtet, bei dem die sexuelle Funktionsstörung nach dem vorübergehenden Absetzen von Citalopram („Drug Holiday“) innerhalb von wenigen Tagen verschwand, jedoch nach der Beendigung der wiederaufgenommenen Citalopram-Behandlung bestehen blieb und sich in den Jahren darauf weiter verschlechterte.
2013 untersuchte Stinson in ihrer Dissertation den Einfluss von PSSD auf die Lebensqualität von neun Betroffenen. Eine Erkenntnis dabei war, dass die SSRI-induzierten emotionalen Nebenwirkungen, ganz gleich ob positiv oder negativ empfunden, bei mehreren PSSD-Betroffenen ebenfalls nach dem Absetzen geblieben zu sein schienen. 
2014 veröffentlichten Hogan et al. eine Studie mit 91 Fällen, die einer Webseite zum Melden von Nebenwirkungen entstammen. Dabei wird ein Fall von mittlerweile 18 Jahre andauerndem PSSD erwähnt, beginnend mit einer kurzen Einnahme von Fluoxetin in den 90er-Jahren im Alter von 18 Jahren.
Der niederländische Neuropsychiater und Sexualforscher Marcel Waldinger berichtete 2014 über einen Patienten, den er mit PSSD diagnostizierte und mit einer Low-Level-Lasertherapie zu behandeln versuchte.
2015 wurde im Journal of Clinical Psychopharmacology eine auf einer Online-Umfrage basierenden Studie veröffentlicht, die 183 mögliche PSSD-Fälle nach festgelegten Kriterien ergab, inklusive 23 hochwahrscheinlichen. Von diesen 23 Teilnehmern litten 18 neben weiteren Symptomen an genitaler Gefühlstaubheit.
2017 berichtete eine spanische Fachzeitschrift über einen weiteren Fall.
Es gibt auch einige publizierte Fälle von andauernder genitaler Erregungsstörung (PGAD) und vorzeitigem Samenerguss nach dem Absetzen von SSRI. Die andauernde genitale Erregungsstörung und der vorzeitige Samenerguss unterscheiden sich wesentlich von Hypersexualität und sollten nicht mit ihr verwechselt werden.

### Überwachung und Meldung
Um die Entstehung von PSSD bei Patienten zu erfassen, überwachen und steuern, könnten Psychiater wie folgt vorgehen: Sie definieren mit Hilfe einer Umfrage oder eines Labortests messbare Gesundheitsparameter (Hormonspiegel, sexuelle Funktion); dabei werden die Bedenken des Patienten bezüglich möglicher Nebenwirkungen berücksichtigt. Falls PSSD entsteht, könnte sich eventuell ein Zusammenhang zwischen den gemessenen Gesundheitsparametern und PSSD herstellen lassen.
Patienten, die für eine Behandlung mit Antidepressiva in Frage kommen, sind oft nicht im Stande, Tests der sexuellen Funktion zu verlangen: einerseits weil sie meist schlecht über die Nebenwirkungen von Antidepressiva aufgeklärt sind, andererseits weil manche an einer Depression leiden. Es wird deshalb gefordert, dass Patienten vor der Verschreibung von SSRI besser über die Möglichkeit bleibender Sexualstörungen unterrichtet werden, so dass eine informierte Entscheidung möglich wird.
Meldungen von Nebenwirkungen nach Absetzen eines Medikaments liefern wertvolle Anhaltspunkte für die Entwicklung neuer Arzneimittel und helfen Patienten, informierte Entscheidungen zu treffen. In Deutschland ist das Bundesinstitut für Arzneimittel und Medizinprodukte für Verdachtsmeldungen zuständig.

## Ursachen
Die Ursache von PSSD ist zum jetzigen Zeitpunkt nicht genau bekannt. Die meisten Ärzte sind sich der Möglichkeit dauerhafter Auswirkungen nicht bewusst oder machen automatisch psychologische Gründe dafür verantwortlich. Psychische Zusammenhänge konnten jedoch bei mehreren der oben genannten Fallberichte nicht gefunden werden.
Bezüglich SSRI-assoziierter sexueller Funktionsstörung wird gefordert, dass Ärzten bewusst sein soll, dass verzögerter Orgasmus/verzögerte Ejakulation ein Symptom ist, das am häufigsten mit SSRIs assoziiert wird und gewöhnlich nicht mit einer Depression. Ebenso wird eine verminderte genitale Empfindung, die möglicherweise ursächlich für die verzögerte Ejakulation ist, in der Literatur mit dem Gebrauch von SSRIs in Verbindung gebracht und nicht mit den Störungen oder Beschwerden, für die sie verschrieben werden.
Der US-amerikanische Experten-Ausschuss für Fortpflanzungs-Risiken (Center for the Evaluation of Risks to the Human Reproduction) stuft das prototypische SSRI Fluoxetin (Prozac) als Fortpflanzungs-Gift ein.
In der amerikanischen Fachinformation zum SSRI Fluoxetin heißt es seit 2011, dass Symptome der sexuellen Dysfunktion nach dem Abbruch der Behandlung mit Fluoxetin gelegentlich bestehen bleiben.
Der Pharmakonzern Sanofi soll nach einer internen Untersuchung zur Schlussfolgerung gekommen sein, dass SSRIs mit persistierenden sexuellen Störungen nach Behandlungsabbruch assoziiert werden könnten.

### Tierstudien
Experimente mit Nagetieren haben gezeigt, dass die zwei bzw. vier Wochen lange Behandlung mit SSRI in jungem Alter zu einer permanenten Beeinträchtigung sexuellen Verhaltens führt, welche auch im Erwachsenenalter bestehen bleibt und mehreren PSSD-Fallberichten ähnelt. Auf zerebral-molekularer Ebene kommt es zu einer gravierenden und bleibenden Reduktion der Tryptophan-Hydroxylasen im dorsalen Raphe-Kern und verminderter Ausprägung der Serotonin-Transporter (SERT) in der Großhirnrinde. Zudem wurde festgestellt, dass auch die Behandlung des Muttertieres mit Fluoxetin während der Trächtigkeit und der Stillzeit den Sexualtrieb und die Fruchtbarkeit ihrer männlichen Nachkommen verringert. Es ist nicht auszuschließen, dass spätere verhaltensneurologische Folgen auch bei Menschen auftreten können, weil Kinder, die im Mutterleib SSRIs ausgesetzt waren, von keiner Studie über die frühe Kindheit hinaus untersucht worden sind.

### Langzeitfolgen
In der Forschung wird mitunter die Ansicht vertreten, dass alle pharmazeutischen Medikamente epigenetische Auswirkungen haben. So stumpft beispielsweise die chronische 14 Tage lange Behandlung von Ratten mit Fluoxetin deren 5-HT1A-Rezeptoren dauernd, also über das Absetzen des SSRI hinaus, ab. Derartige Langzeit-Anpassungen der 5-HT-Rezeptoren wie auch komplexere globale Veränderungen entstehen wahrscheinlich via Änderungen des Genausdrucks. Einige dieser Genausdruck-Anpassungen sind das Resultat einer veränderten DNA-Struktur, verursacht durch Chromatin-Umformungen: epigenetischer Modifikation von Histonen und Gen-Silencing durch DNA-Methylierung auf Grund verstärkter Ausprägung der methyl-bindenden Proteine MeCP2 und MBD1. Änderungen des Gen-Ausdrucks sowie Chromatin-Umformungen sind auch Bestandteil des Wirkungsmechanismus der Elektrokrampf-Therapie.
Da Änderungen des Genausdrucks komplex sind und mitunter permanente Modifikationen der Chromatin-Struktur beinhalten, wird teilweise vermutet, dass die Einnahme von SSRI eine chronische Änderung des Genausdrucks im Gehirn bewirken kann und auf diese Weise die katecholaminerge Neurotransmission beeinträchtigt sowie neuroendokrinologische Störungen, wie verminderte Funktion der Hypothalamus-Hypophyse-Hoden-Achse, die sich in einem tieferen Testosteron-Spiegel, geringerer Spermienzahl, und minderer Spermienqualität mit geschädigter DNA äußert, bewirken kann. In Abwesenheit detaillierter neuropharmakologischer, pharmakogenomischer und toxikogenomischer Forschung bleibt die definitive Ursache von PSSD jedoch vorerst ungewiss.

### Verhältnis zur „Chemisches-Ungleichgewicht-Theorie“
Einige SSRI-Kritiker behaupten, dass die TV- und Printwerbung ein falsches Bild vermittle, indem sie insbesondere die Wirkung von SSRI unzulässig vereinfache und so die Öffentlichkeit irreführe. Ein großer Teil der Kritik entspringt Zweifeln an der Behauptung, dass SSRI dadurch wirken, dass sie chemische Ungleichgewichte korrigieren. Ohne Hilfsmittel zur genauen Messung und Überwachung der Neurotransmitter-Spiegel vor und während der Behandlung lässt sich nicht feststellen, ob tatsächlich der korrekte Neurotransmitter auf den richtigen Spiegel angehoben, sprich: ein chemisches Ungleichgewicht korrigiert wird, oder ob der Spiegel beispielsweise gar zu hoch steigt. Es findet sich denn auch die Vermutung, dass SSRI chemische Ungleichgewichte und abnormale Gehirnzustände überhaupt erst verursachen. Ein möglicher Mechanismus, durch den dies geschehen kann, ist die Hemmung dopaminerger Neurotransmission, welche in den oben erwähnten Sexualstörungen resultiert.

## Andere Medikamente und psychotrope Substanzen
Auch Neuroleptika und andere Antidepressiva (z. B. Clomipramin) können erwiesenermaßen sexuelle Funktionsstörungen verursachen. Viele beeinflussen das serotonerge System, genau wie SSRI. Hier könnte auch der Grund für sexuelle Probleme durch die Einnahme von Antipsychotika liegen. Die heutigen Neuroleptika manipulieren hauptsächlich die Dopamin-Neurochemie; dies kann sich ebenfalls auf sexueller Ebene auswirken.
MDMA wird ebenso mit einer persistierenden sexuellen Funktionsstörung assoziiert. Möglicherweise kommt es dabei zu einer axonalen Schädigung. MDMA stimuliert die Ausschüttung und hemmt die Wiederaufnahme von Serotonin. Ben-Sheetrit et al. weisen darauf hin, dass bei MDMA wahrscheinlich die Potenz des Wirkstoffes für die neurogene sexuelle Beeinträchtigung verantwortlich ist, während bei PSSD vermutlich eine individuelle Anfälligkeit eine bedeutende Rolle spielen dürfte, da eine SSRI-Behandlung bei den meisten Patienten nicht zu PSSD führt.
Das Post-Finasterid-Syndrom hat eine ähnliche Symptomatik wie PSSD. Der Mechanismus des Post-Finasterid-Syndroms ist nicht bekannt.

## Therapie
Zurzeit ist nichts über eine Therapie für PSSD bekannt. Immerhin haben Studien aus den Jahren 2002 und 2009 mögliche Behandlungen der sexuellen Dysfunktion während der SSRI-Behandlung theoretisch untersucht. Dabei kam eine placebo-kontrollierte Untersuchung an Ratten zu dem Ergebnis, dass 5-HT1A-Antagonisten vorteilhaft sein könnten. Dies steht womöglich im Widerspruch zum Einsatz von Flibanserin, einem 5-HT1A-Agonisten zur Steigerung der sexuellen Befriedigung bei Frauen.